# Strada statale 380 dei Tre Confini
La SP 3 della Basilicata, ex strada statale 380 dei Tre Confini (SS 380) è una strada provinciale italiana che si snoda in Basilicata.

## Storia
La SS 380 venne istituita nel 1962 con il seguente percorso: "Innesto S.S. 7 al Km. 562+140 - Innesto S.S. 175 al Km. 19+000."

## Percorso
Collega la strada statale 7 Via Appia, con cui si interseca in territorio di Matera (in prossimità del viadotto con cui la SS 7 supera il fiume Bradano, presso la contrada Santa Lucia al Bradano) con la strada statale 106 Ionica.
L'attuale strada è funzionante dal 1992 (14 agosto, giorno di inaugurazione) e sostituisce una vecchia strada, ormai per lo più impraticabile (tranne in alcuni tratti ove funge da collegamento tra l'attuale percorso e aziende agricole, case coloniche, ecc.) e risalente agli anni sessanta, un'epoca passata denotata da esigenze minori in fatto di rapidità e sicurezza nei trasporti.
L'attuale sede stradale si sviluppa parallela alla sponda destra del fiume Bradano, a valle dell'invaso artificiale della diga di S. Giuliano.
La strada è di classe C1: una corsia per senso di marcia e una carreggiata di larghezza costante pari a 10,5 m. La strada è interessata da diverse curve ad ampio raggio e alcuni tratti in rettifilo, per tutto il suo percorso. Strato di usura in conglomerato bituminoso.
Sono presenti tre viadotti ("S. Andrea" al km 1, dal nome della fiumara praticamente sempre secca, affluente del Bradano, "Cruciale" al km 6 e "Santa Croce" al km 7, dai nomi dei fossi che la strada supera) e una galleria ("dei 3 Confini" al km 6, tra i viadotti "Cruciale" e "Santa Croce").
Si interseca con la SS 7 e con la SP ex SS 175 con incroci a livelli sfalsati, secondo schema "a trombetta"; al km 2 un'altra intersezione a livelli sfalsati con la SP Ginosa-c.da Santa Lucia-Miglionico. Sono presenti numerosi accessi poderali lungo il tracciato.
Attraversa i territori di Matera, Miglionico, Pomarico, Montescaglioso e il suo nome deriva da quello della contrada "Tre Confini" (suddivisa in "Tre Confini Soprani" e "Tre Confini Sottani" - percorrendo la strada secondo i km crescenti, in pratica dopo la discesa che si incontra al km 4 -), così detta perché lì, anticamente, era il punto di incontro dei tre tenimenti di Ginosa, Matera e Montescaglioso, punto oggi coincidente pressappoco con il luogo in cui si incontrano i territori comunali di Matera, Miglionico e Montescaglioso, dunque ancora "tre confini".
Al km 2, il bivio di "Ginosa-Miglionico" porta (direzione Ginosa) alla chiesa rupestre di S. Lucia al Bradano.
In seguito al decreto legislativo n. 112 del 1998, dal 2001 la gestione è passata dall'ANAS alla Regione Basilicata, che ha provveduto al trasferimento dell'infrastruttura al demanio della Provincia di Matera.

## Tabella percorso
| SP ex dei Tre Confini |                                                       |      |           |
| Tipo                  | Indicazione                                           | km   | Provincia |
|                       | Via Appia Potenza - Matera                            | 0,0  | MT        |
|                       | Ginosa - Miglionico                                   | 1,9  | MT        |
|                       | ex della Valle del Bradano Montescaglioso - Metaponto | 10,6 | MT        |